# Porno Studio Tycoon
Porno Studio Tycoon es videojuego de simulador económico, desarrollado y publicado por el estudio independiente ruso Zitrix Megalomedia. El juego fue lanzado el 5 de mayo de 2017 en Windows.

## Jugabilidad
Porno Studio Tycoon es un videojuego del género de simulador económico. El jugador debe desarrollar su estudio porno, contratar actrices para el rodaje y buscar un lugar donde se realizará el rodaje.

## Reseñas de críticos
Simon Tagliaferri de Multiplayer.it recomendó el juego a los fanáticos del género que buscan algo exótico, pero destacó la jugabilidad monótona, el mal estado técnico y la pésima traducción al inglés. Jamie Tsui de Capsule Computers calificó el juego con un 4,5 sobre 10, destacando la jugabilidad mediocre, siendo llamativo únicamente por su temática clickbait.